# Joseph-Henri Thibodeau
Joseph-Henri Thibodeau (* um 1890, † nach 1919) war ein kanadischer Opern- und Operettensänger (Tenor).

## Leben
Über die Lebensumstände Thibodeaus ist wenig bekannt. Um 1915 trat er erstmals mit seinem Bruder Alphonse und dessen Frau Yvonne Thibodeau auf. Roméo Beaudry holte ihn als einen der ersten Sänger für Aufnahmen bei Columbia Gramophone nach New York. 1916 nahm er hier u. a. La Légende du petit navire (von Edmond Missa), Reviens (von Henri Christiné), Élégie (von Jules Massenet) und Rondel du cœur (von Robert Wittmann) auf.
1917 wurde er Mitglied der neu gegründeten Société nationale d'opéra comique, zugleich gehörte er dem Quatuor Octave-Pelletier an, mit dem er 1918 zwölf Stücke bei Columbia aufnahm. Im April 1917 sang er in der Kathedrale von Montreal als Solist in Les Sept Paroles du Christ von Théodore Dubois. 1919 gründete er mit Hercule Lavoie, Ulysse Paquin und Émile Gour das Quatuor de Montréal, das zwei Wochen lang im Dominion Park Konzerte gab.
Im Juni 1918 trat Thibodeau am Monument National theatre in der Operette La Basoche auf, im November des gleichen Jahres in Bizets Carmen mit Sarah Fischer und der Troupe canadienne d'opéra. 1919 hatte er u. a. Auftritte in Les dragons de Villars von Aimé Maillart am Monument National, in Lakmé von Léo Delibes und in Werther von Massenet am Théâtre Saint-Denis. Gelegentlich trat er auch mit der Société canadienne d'opérette auf, u. a. neben José Delaquerrière in Strauss’ Zigeunerbaron.